# Saucier (Mississippi)
Saucier é uma Região censo-designada localizada no estado americano de Mississippi, no Condado de Harrison.

## Demografia
Segundo o censo americano de 2000, a sua população era de 1303 habitantes.

## Geografia
De acordo com o United States Census Bureau tem uma área de
18,3 km², dos quais 18,1 km² cobertos por terra e 0,2 km² cobertos por água.

## Localidades na vizinhança
O diagrama seguinte representa as localidades num raio de 32 km ao redor de Saucier.